# César du public
César du public (tj. César publika) bylo filmové ocenění udělované v letech 2018 až 2020 Filmovou uměleckou akademií (Académie des arts et techniques du cinéma). Oceňoval se jím francouzský film s největší návštěvností během předcházejícího roku. Sčítání se zastavilo těsně před zahájením ceremoniálu, aby nebyly znevýhodněny snímky uvedené na konci roku. V roce 2020 bylo rozhodnuto upravit postup a César du public byl určen hlasováním Akademie, která určila vítěze z pěti francouzských filmů. V následujícím roce na 46. udělování Césarů se César du public již neuděloval. Způsob udělení ceny se ukázal jako sporný, protože v roce 2020 byl oceněn film Bídníci (2 116 719 diváků), zatímco komedie Co jsme komu zase udělali? měla návštěvnost přesahující 6,7 miliónu diváků.

## Oceněné filmy
- 2018: Elitní policajtka (Raid dingue) — režie: Dany Boon
- 2019: Zbohatlíci 3: Volnost, rovnost, zbohatlictví (Les Tuche 3) — režie: Olivier Baroux
- 2020: Bídníci (Les Misérables) — režie: Ladj Ly
  - Co jsme komu zase udělali? (Qu'est-ce qu'on a encore fait au Bon Dieu ?) — režie: Philippe de Chauveron (vyšší počet diváků než vítěz)
  - Milosrdné lži 2 (Nous finirons ensemble) — režie: Guillaume Canet
  - Výjimeční (Hors normes)  — režie: Éric Toledano a Olivier Nakache
  - Ve jménu půdy (Au nom de la terre)  — režie: Édouard Bergeon